# Неовизантијски стил
Неовизантијски стил (познати и као „Византијски препород“) био је архитектонски стил настао по угледу на византијски стил градње у Цариграду и Равени. Стил деловао у време еклектике, од 1840-их до Другог светског рата, а посебно био присутан у православним државама источне и јужне Европе.
Стил се највише користио у изградњи верских грађевина, али постоје и примери световне изградње.

## Временски и просторни обухват
Иако је неовизантијски стил имао широку примену и јавио се у земљама готово целог западног света, ипак је његова примена била највише везана за Руску Империју, а потом за православне државе на Балкану. И поред тога, веома занимљиви примери неовизантијске градње постоје и у англосаксонским и немачким земљама.
Покрет се јавио у немачким земљама средином 19. века, деценију касније се проширио на Уједињено Краљевство и САД, да био свој врхунац доживео крајем 19. века у Русији. Последње деценије присуства највише су везане за православне земље на Балкану (Краљевина Србија, касније Краљевина Југославија, Краљевина Бугарска, Краљевина Грчка). Покрет се угасио са почетком Другог светског рата.

## Неовизантијски стил у Србији
Погледати: Српско-византијски стил (модерни)

## Збирка слика
- Христова црква, код Беча, Аустрија
- Саборна црква у Сент Луису, САД
- Унутрашњост саборне цркве у Патрасу, Грчка
- Прочеље Вестминстерске опатије у Лондону, Уједињено Краљевство
- Црква на Опленцу, Србија
- Јовановски манастир у Санкт Петербургу, Русија
- Новоатоски манастир, Абхазија
- Православна црква у Бјаловјежи, Пољска
- Црква Светог Манојла у Мадриду, Шпанија
- Саборна црква Богородице афричке, Алжир
- Саборна црква у Харкову, Украјина
- Унутрашњост немачке лутеранске цркве у Јерусалиму